# Бубновское сельское поселение (Белгородская область)
Бубно́вское се́льское поселе́ние — муниципальное образование в Корочанском районе Белгородской области.
Административный центр — село Бубново.

## История
Бубновское сельское поселение образовано 20 декабря 2004 года в соответствии с Законом Белгородской области № 159.

## Население
| 2010 | 2011 | 2012 | 2013 | 2014 | 2015 | 2016 | 2017 | 2018 |
| ---- | ---- | ---- | ---- | ---- | ---- | ---- | ---- | ---- |
| 927  | ↘925 | ↗929 | ↘923 | ↗935 | ↘910 | ↗913 | ↗917 | ↘910 |
| 2019 | 2020 | 2021 |      |      |      |      |      |      |
| ↘896 | ↘891 | ↘667 |      |      |      |      |      |      |

## Состав сельского поселения
| № | Населённый пункт | Тип населённого пункта       | Население |
| - | ---------------- | ---------------------------- | --------- |
| 1 | Бубново          | село, административный центр | ↘451      |
| 2 | Красная Степь    | хутор                        | ↘2        |
| 3 | Хмелевое         | село                         | ↘474      |